# Піонерні види

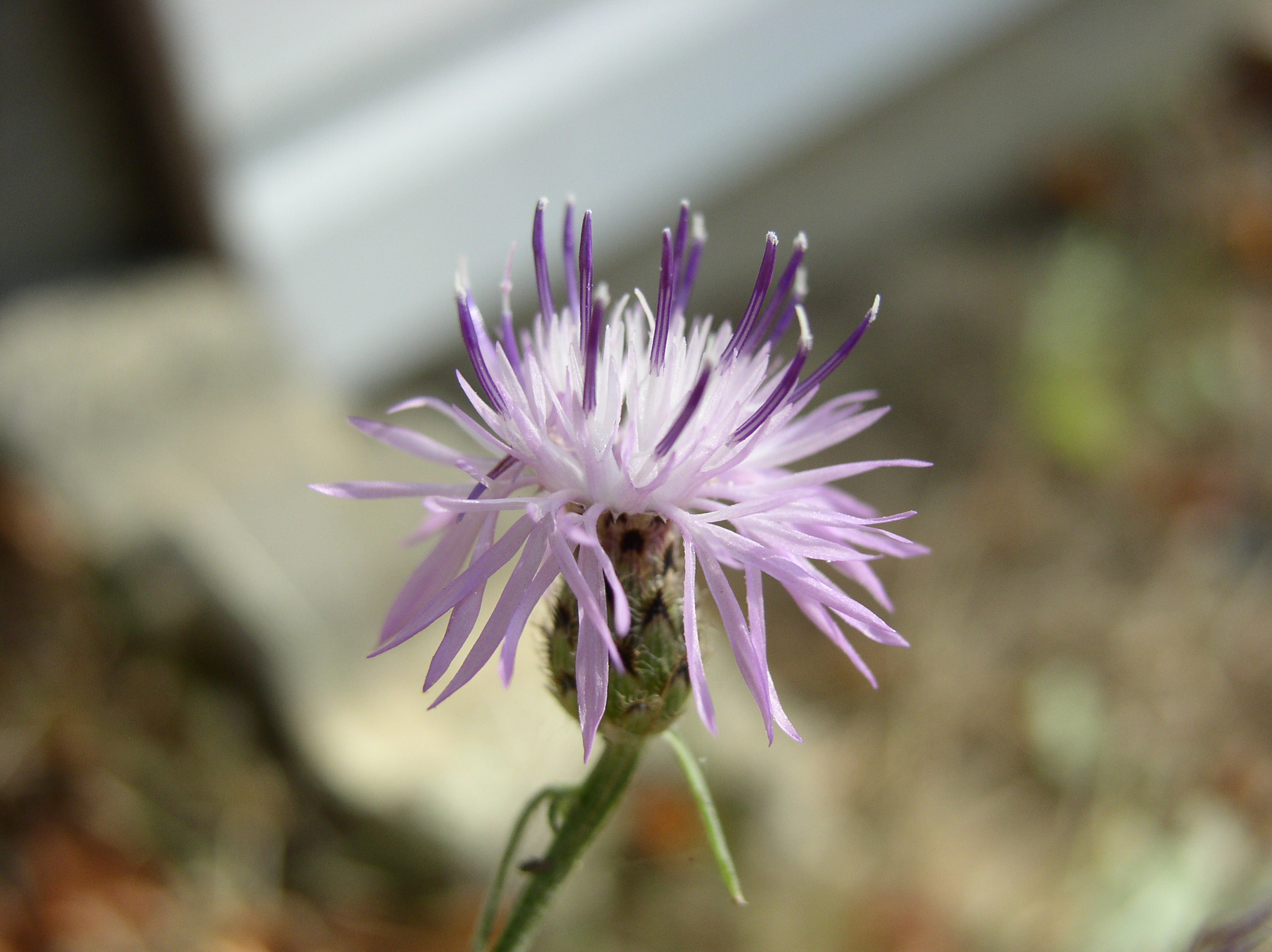
Centaurea maculosa, як приклад піонерного виду

Піонерні види — види, що колонізують екосистеми, які з різних причин стали вільними від рослинності. Такі організми (як правило, термін стосується рослин піонерних) започатковують первинну сукцесію. Вони пристосовані до заселення біотопів, бідних на поживні речовини та воду. Мають здатність затримувати дощову воду або зв'язувати атмосферний азот (завдяки симбіозу з бактеріями). До рослин піонерних належить багато лишайників і мохів. Рослини піонерні своїми організмами затримують дрібні шматочки скель, а їхні відмерлі рештки збагачують ґрунт, який утворюється таким чином. Піонерні рослини з часом роблять можливою наступну колонізацію більшим і більш вимогливим рослинам.
У лісництві назвою піонерні види користуються для опису видів дерев (береза, осика сосна), пристосованих до заселення незаліснених територій, таких як рільничі неужитки, післяпромислові території, обшари, де рослинність була знищена внаслідок пожеж, буревіїв і діяльності людини (наприклад, вирубки). Такі види мають низку властивостей, які сприяють колонізації: швидкий ріст, продукування значної кількості насіння, великі можливості для дисперсії. У них зменшені вимоги щодо родючості ґрунту і температури середовища, але, як правило, підвищені вимоги щодо освітлености (дуже добре ростуть на відкритих територіях — їх не ушкоджують приморозки чи значна інсоляція). Завдяки таким властивостям вони можуть сміливо конкурувати за простір з багатьма іншими рослинами. Види такі часто-густо є вітрозапильними, тобто анемохоричними. Їхнє дрібненьке насіння має різного роду крильця або ж вкрите волосками, що дає можливість затримуватися на поверхні. Види ці дуже жадібні до світла (серед них дерева з коротким строком життя), а їхнє потомство ніколи не росте під кронами рослин-батьків, вони звільнюють місце іншим тіньовитривалим видам.